# MLB All-Star Game 1984
MLB All-Star Game 1984 – 55. Mecz Gwiazd ligi MLB, który odbył się 10 lipca 1984 roku na Candlestick Park w San Francisco. Mecz zakończył się zwycięstwem National League All-Stars 3–1. Spotkanie obejrzało 57 756 widzów. Najbardziej wartościowym zawodnikiem został wybrany Gary Carter z Montreal Expos, który zdobył dającego wyrównanie home runa.

## Wyjściowe składy
| American League | American League | American League | American League | National League | National League   | National League | National League |
| #               | Zawodnik        | Klub            | Pozycja         | #               | Zawodnik          | Klub            | Pozycja         |
| --------------- | --------------- | --------------- | --------------- | --------------- | ----------------- | --------------- | --------------- |
| 1               | Lou Whitaker    | Tigers          | 2B              | 1               | Tony Gwynn        | Padres          | LF              |
| 2               | Rod Carew       | Angels          | 1B              | 2               | Ryne Sandberg     | Cubs            | 2B              |
| 3               | Cal Ripken Jr.  | Orioles         | SS              | 3               | Steve Garvey      | Padres          | 1B              |
| 4               | Dave Winfield   | Yankees         | LF              | 4               | Dale Murphy       | Braves          | CF              |
| 5               | Reggie Jackson  | Athletics       | RF              | 5               | Mike Schmidt      | Phillies        | 3B              |
| 6               | George Brett    | Royals          | 3B              | 6               | Darryl Strawberry | Mets            | RF              |
| 7               | Lance Parrish   | Tigers          | C               | 7               | Gary Carter       | Expos           | C               |
| 8               | Chet Lemon      | Tigers          | CF              | 8               | Ozzie Smith       | Cardinals       | SS              |
| 9               | Dave Stieb      | Blue Jays       | P               | 9               | Charlie Lea       | Expos           | P               |

| American League | 0 | 1 | 0 | 0 | 0 | 0 | 0 | 0 | 0 | 1 | 7 | 2 |
| National League | 1 | 1 | 0 | 0 | 0 | 0 | 0 | 1 | X | 3 | 8 | 0 |
| WP: Charlie Lea (1–0) LP: Dave Stieb (0–1) SV: Rich Gossage (1) Home runy: AL: George Brett (1) NL: Gary Carter (1), Dale Murphy (1) |   |   |   |   |   |   |   |   |   |   |   |   |

## Składy
| Miotacze - Joaquín Andújar (3) - Dwight Gooden (1) - Rich Gossage (8) - Al Holland (1) - Charlie Lea (1) - Mario Soto (3) - Bruce Sutter (6) - Fernando Valenzuela (4) Łapacze - Bob Brenly (1) - Gary Carter (7) - Tony Peña (2) |  | Wewnątrzpolowi - Steve Garvey (9) - Keith Hernandez (3) - Rafael Ramírez (1) - Juan Samuel (1) - Ryne Sandberg (1) - Mike Schmidt (9) - Ozzie Smith (4) - Tim Wallach (1) Zapolowi - Chili Davis (1) - Tony Gwynn (1) - Jerry Mumphrey (1) - Dale Murphy (4) - Tim Raines (4) - Darryl Strawberry (1) - Claudell Washington (2) |  | Menadżer - Paul Owens Trenerzy - Tommy Lasorda - Chuck Tanner Honorowy kapitan - Willie McCovey |

| Miotacze - Mike Boddicker (1) - Bill Caudill (1) - Richard Dotson (1) - Willie Hernández (1) - Jack Morris (2) - Phil Niekro (5) - Dave Stieb (4) Łapacze - Dave Engle (1) - Lance Parrish (4) - Jim Sundberg (3) |  | Wewnątrzpolowi - Buddy Bell (5) - George Brett (9) - Rod Carew (18) - Alvin Davis (1) - Dámaso García (1) - Alfredo Griffin (1) - Don Mattingly (1) - Eddie Murray (5) - Cal Ripken Jr. (2) - Andy Thornton (2) - Alan Trammell (2) - Lou Whitaker (2) Zapolowi - Tony Armas (2) - Rickey Henderson (4) - Reggie Jackson (14) - Chet Lemon (3) - Jim Rice (6) - Dave Winfield (8) |  | Menadżer - Joe Altobelli Trenerzy - Sparky Anderson - Tony LaRussa Honorowy kapitan - Hank Greenberg |

- W nawiasie podano liczbę powołań do All-Star Game.